# Daniel Mendoza
Daniel Mendoza (5 de julho de 1764 - 3 de setembro de 1836) (muitas vezes conhecido como Dan Mendoza) foi um pugilista inglês, que foi campeão de boxe da Inglaterra em 1792-1795. Ele era descendente de judeus portugueses.